# Spermophile de Franklin
Poliocitellus franklinii
Genre
Espèce
Répartition géographique
Statut de conservation UICN

 LC  : Préoccupation mineure
Poliocitellus franklinii, appelé Spermophile de Franklin, ou Écureuil terrestre de Franklin, est une espèce de sciuridés. C'est la seule espèce de genre Poliocitellus. Cet écureuil terrestre asocial est originaire des prairies d'Amérique du Nord. L'espèce hiberne tôt en automne jusqu'au printemps.
À cause de la destruction de son habitat, les populations du spermophile de Franklin sont en diminution. L'espèce est néanmoins prolifique et localement abondante.